# Urszula Rzepczak
Urszula Rzepczak (ur. 28 października 1964 w Warszawie) – polska dziennikarka i prezenterka TV.

## Wykształcenie
Uczęszczała do XXXIII Liceum Ogólnokształcącego Dwujęzycznego im. Mikołaja Kopernika w Warszawie. Absolwentka iranistyki na Uniwersytecie Warszawskim.

## Praca zawodowa
Od roku 1990 pracowała w „Rzeczpospolitej” i „Tygodniku Solidarność”. W latach 1992–1995 związana z Nową Telewizją Warszawa, gdzie m.in. realizowała i produkowała swój pierwszy autorski program „Bez Maski”.
W latach 1995–2004 pracowała w Polsacie. Zrealizowała tam m.in. ponad 100 odcinków programu podróżniczego „Obieżyświat”.
W latach 2005–2015 była korespondentką TVP w Rzymie i w Watykanie. Od 1 grudnia 2015 do maja 2023 pracowała dla telewizji Polsat, jako korespondentka w Rzymie i Watykanie. W maju 2023 powróciła do pracy w TVP.
W 2020 i od 2025 roku współpracuje z Polskim Radiem.
W 2013 została felietonistką portalu internetowego Stacja7.